# Gustaw Śliwa

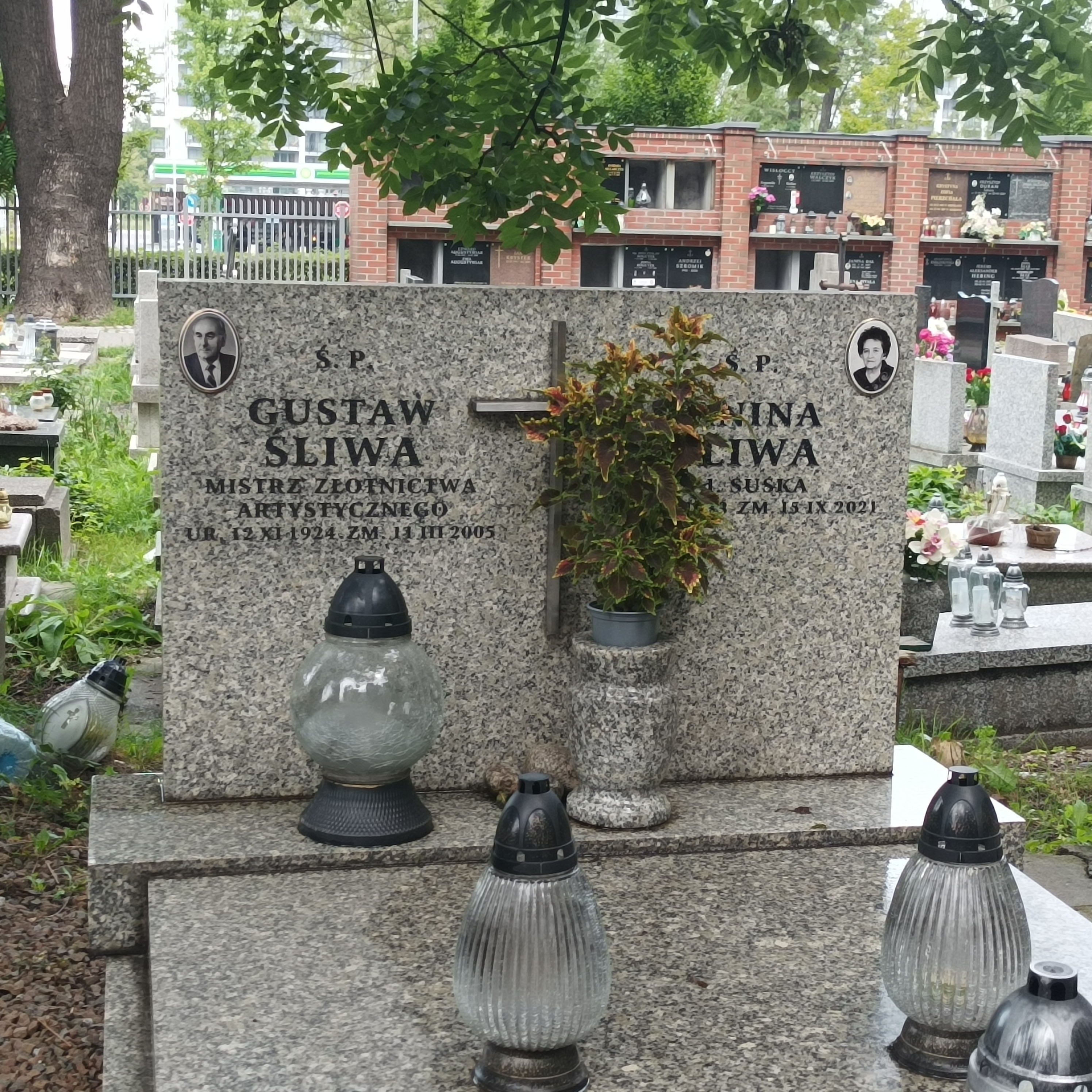
Grób Gustawa Śliwy na cmentarzu Rakowickim

Gustaw Michał Śliwa (ur. 12 listopada 1924 w Gdowie, zm. 11 marca 2005 w Krakowie) – polski rzemieślnik (złotnik) związany z Krakowem, poseł na Sejm PRL VII i VIII kadencji (1976–1985). 

## Życiorys
Był synem Jana i Anieli. Ukończył szkołę zawodową w Jaśle oraz Gimnazjum św. Jacka w Krakowie (podczas II wojny światowej). Praktykował jako czeladnik w zawodzie złotniczym (egzamin czeladnicki w Krakowie w 1945, mistrzowski w 1949). W latach 40. kierował spółką złotniczą w Krakowie, a w 1957 otworzył własny zakład rzemieślniczy. W 1970 wstąpił do Stronnictwa Demokratycznego (należał do niego do końca życia, m.in. zasiadał w prezydium Krakowskiego Komitetu), działał również w organizacjach rzemieślniczych i w bractwie kurkowym. W latach 1973–1976 zasiadał w Radzie Narodowej m. Krakowa. W 1976 uzyskał mandat posła na Sejm VII kadencji w okręgu Kraków. Był członkiem Komisji Budownictwa i Przemysłu Materiałów Budowlanych. W 1980 ponownie znalazł się w Sejmie (tym razem z okręgu Kraków – miasto), był członkiem tej samej Komisji, Komisji Spraw Zagranicznych oraz Skarg i Wniosków. 
Pochowany na cmentarzu Rakowickim w Krakowie (kw. CI, VI, 9).